# Klofibrat
Klofibrat (łac. Clofibratum) – organiczny związek chemiczny, ester etylowy kwasu klofibrowego. Stosowany jako lek z grupy fibratów.
Używany jest, podobnie jak inne fibraty, do obniżania poziomu cholesterolu we krwi. Jest szczególnie skuteczny w obniżaniu frakcji VLDL oraz poziomu trójglicerydów.